# Hubertusz kilátó (Sopron)
A Hubertusz kilátó avagy Ó-Hubertus kilátó egy kilátótorony a Soproni-hegységben.

## Megközelítése
A kilátót a Sopront elkerülő 84. számú főúton lehet megközelíteni. A Sopron–Kelénpatak határátkelő előtt a volt műszaki zárnál az Arcus étterem előtt kell a földúton jobbra lekanyarodni. A kilátó megközelítését jól látható turistajelzések segítik.

## Története
- Az első kilátót az 1903-ban alakult Dunántúli Turista Egylet kezdeményezésére építették, amelyet 1926-ban sajnos lebontottak.
- 1930-ban egy vadásztanyát és egy új kilátót építettek a helyére, de egy földrengés és a második világháború tüntette el az épületeket végérvényesen.
- A Dunántúli Turista Egylet századik születésnapja alkalmával azonban ismét felmerült egy új kilátó megépítésének a terve, amely egy év alatt a soproni önkormányzat valamint a Tanulmányi Állami Erdőgazdaság, és a természetjárók segítségével 2004 októberében meg is valósult. A mai Hubertusz kilátó a harmadik ilyen jellegű építmény ezen a helyen. A járószint 10,8 méteres magasságból szép időben csodás körpanoráma tárul a látogatók elé.

## Képek

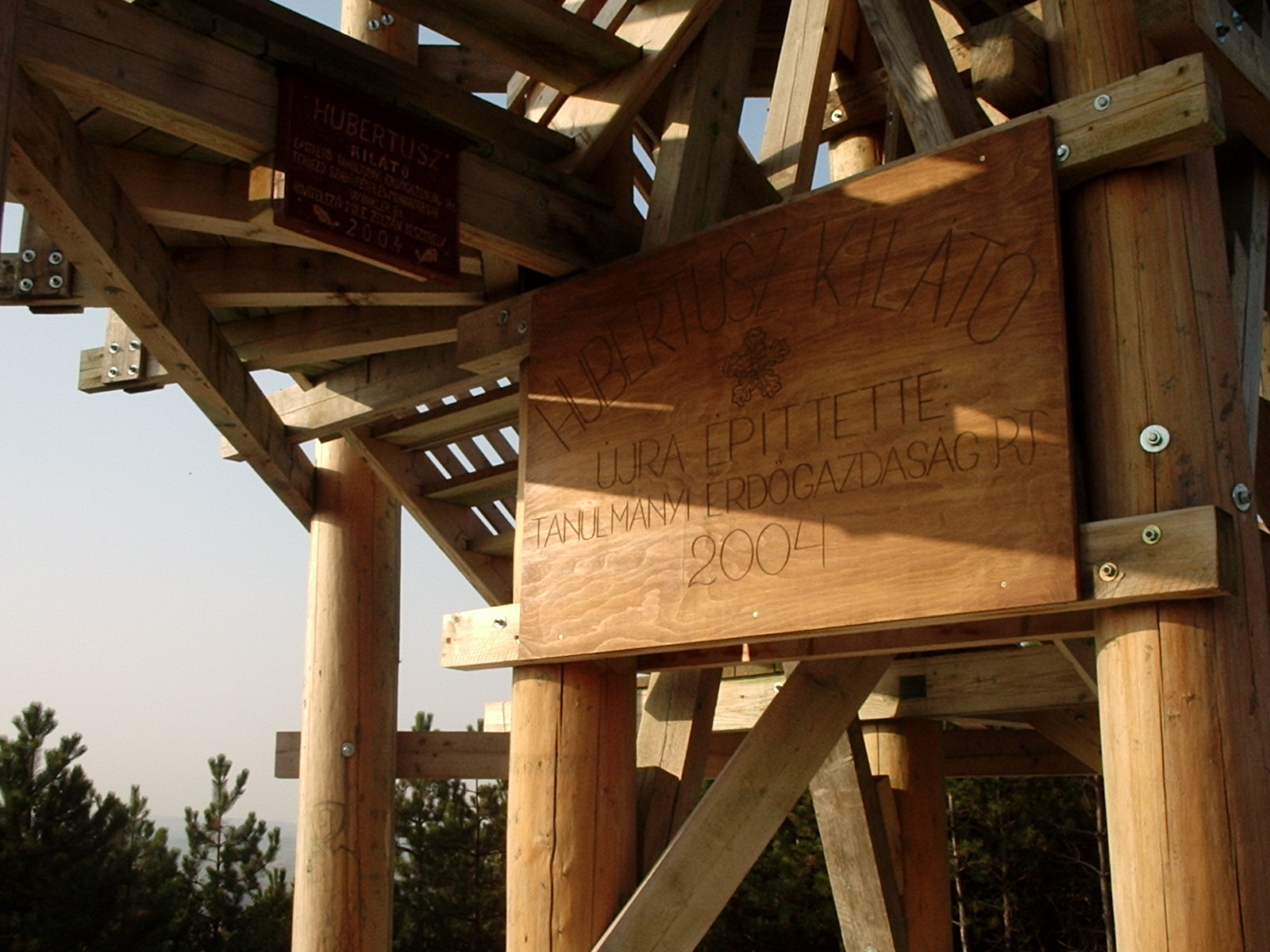
Névtábla
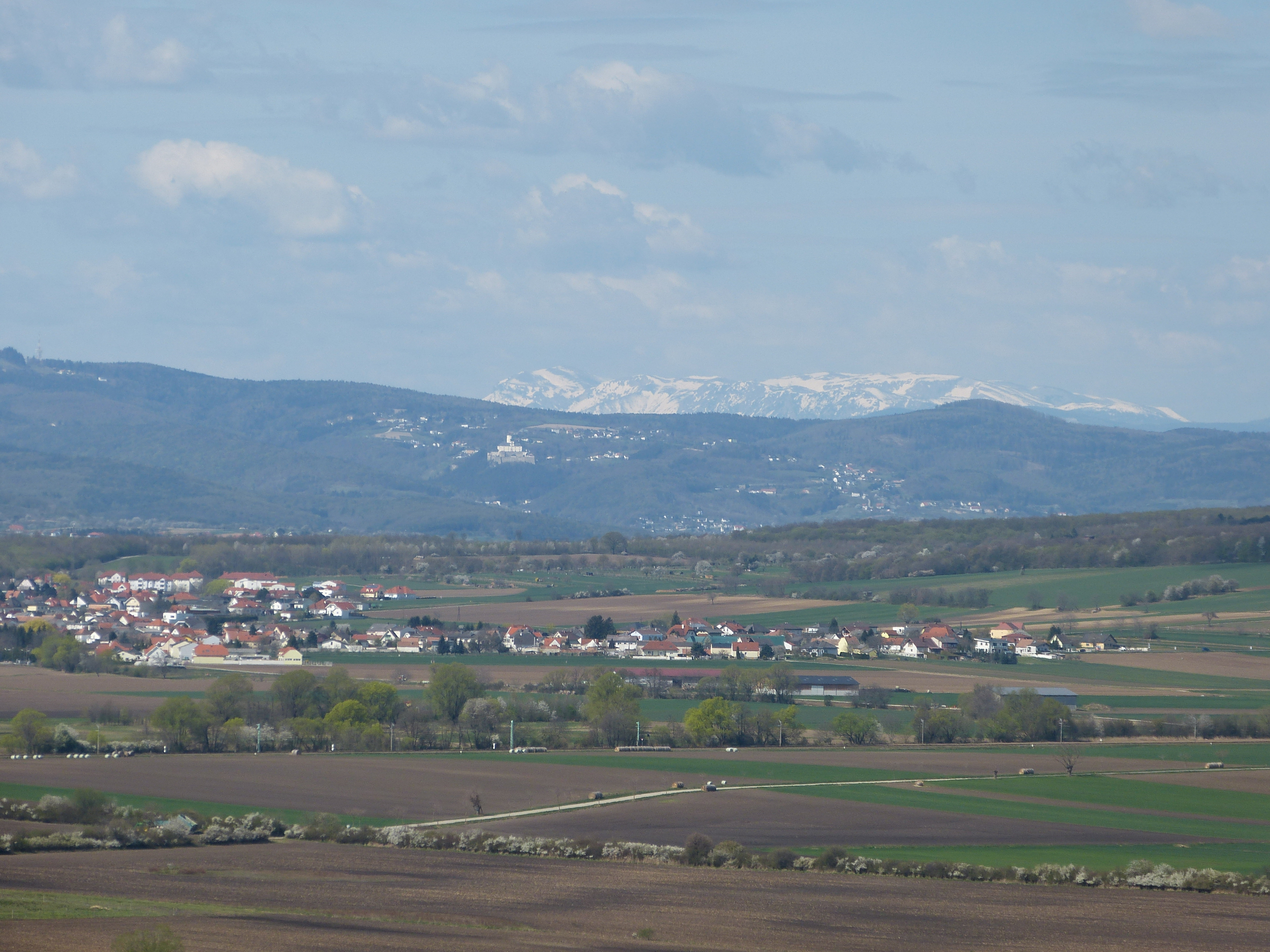
A Rax és Somfalva látképe a kilátóból

## Lásd még
- Károly-kilátó (Sopron)
- Sörházdombi kilátó

## Külső hivatkozások
- A Hubertusz kilátó – YouTube-videó